# 聖阿爾班斯鎮區 (伊利諾伊州漢考克縣)
聖阿爾班斯鎮區（英語：St. Albans Township）是位於美國伊利諾伊州漢考克縣的一個行政鎮區。

## 地方資料
根據2010年美國人口普查的數據，聖阿爾班斯鎮區的面積為93.60平方千米，當中陸地面積為93.30平方千米，而水域面積為0.30平方千米。當地共有人口368人，而人口密度為每平方千米3.93人。